# Ctenochromis
Ctenochromis è un genere di pesci d'acqua dolce appartenente alla famiglia Cichlidae, sottofamiglia Pseudocrenilabrinae.

## Distribuzione e habitat
Questa specie sono diffuse nelle acque dolci africane.

## Descrizione
Le dimensioni variano dai 6,5 cm di Ctenochromis oligacanthus ai 21,5 cm di Ctenochromis benthicola.

## Specie
Il genere comprende 6 specie:
- Ctenochromis benthicola – potrebbe appartenere al genere Trematochromis
- Ctenochromis horei
- Ctenochromis luluae (Fowler, 1930)
- Ctenochromis oligacanthus (Regan, 1922)
- Ctenochromis pectoralis (classificato come estinto dallo IUCN, ma sembra essere errato).[2]
- Ctenochromis polli (Audenaerde, 1964)